# De preutse prinses
De Preutse Prinses is de vierde strip uit de hommage-reeks van Suske en Wiske en is getekend en geschreven door Paul Geerts, met inkting door Eric de Rop en inkleuring door Sabine De Meyer. Het album kwam uit in 2020, het jaar waarin Suske en Wiske hun 75-jaar jubileum vieren. Het is tevens het eerste Suske en Wiske-album dat Paul Geerts maakte sinds zijn pensioen bij Studio Vandersteen, in 2002.
Het album kent een voorpublicatie in De Telegraaf, van zaterdag 25 januari 2020 tot 11 mei 2020, waarna het op 20 mei 2020 is uitgebracht door De Standaard Uitgeverij.

## Personages
- Suske, Wiske, Lambik, Jerom, tante Sidonia, professor Barabas, slager, klant, reizigers, douanier, stewardess, tuktuk-chauffeur, achterkleinzoon van beroemde danser aan het hof van de koning, Thaise masseurs, magiër, koninklijke wacht, bedienden, bokser, scheidsrechter, publiek, prinses Minorah Kantaree, prins Bogdon, prins Siton

## Uitvindingen
- De klankentapper (die nu ook talen kan vertalen), de teletijdmachine met teletijdarmbanden

## Locaties
- België, huis van tante Sidonia, huis en laboratorium van professor Barabas, Thailand, Bangkok, khlongs, Himmapanbos, Tham Phraya Nakhom grot, paleis

## Synopsis

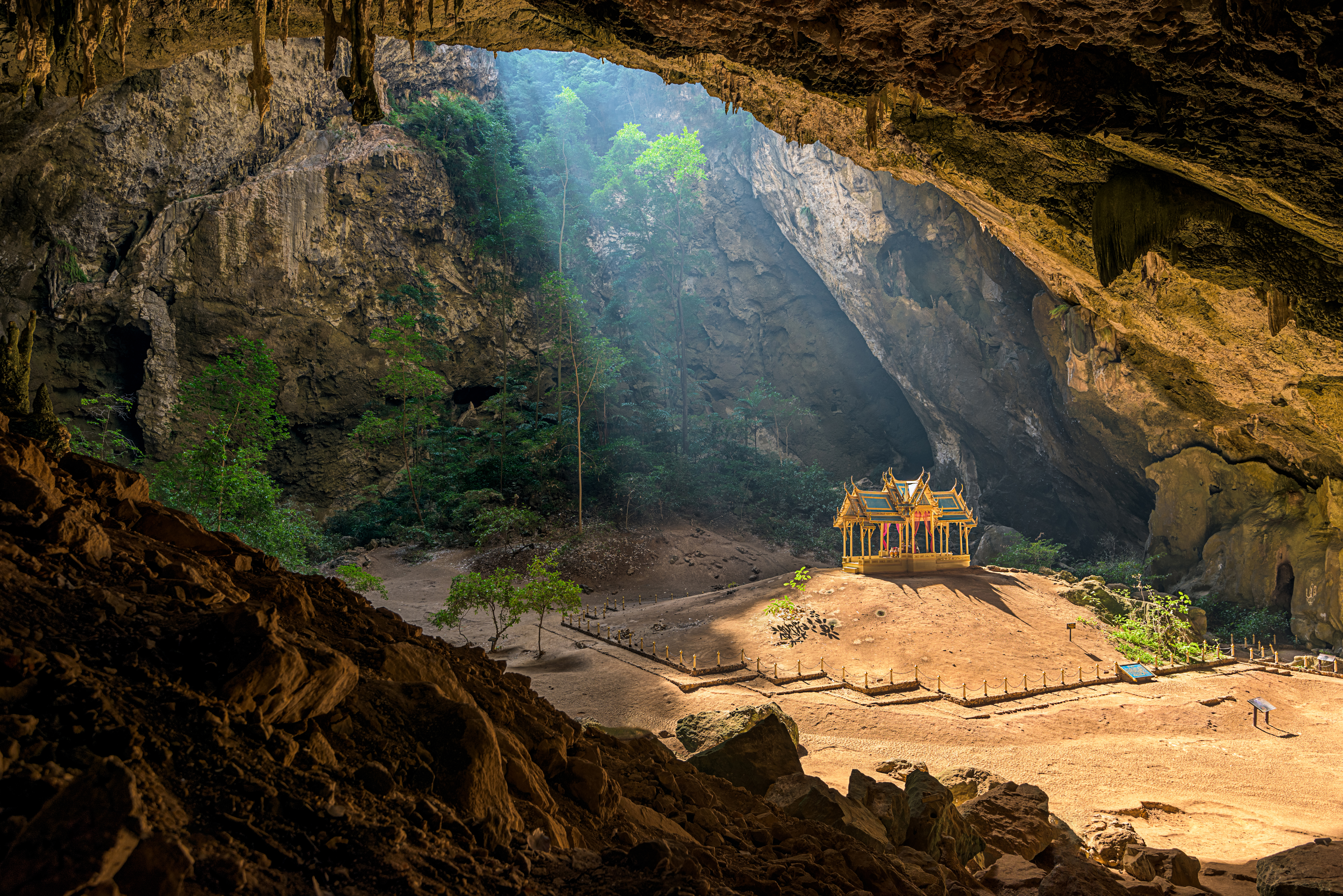
Tham Phraya Nakhom grot

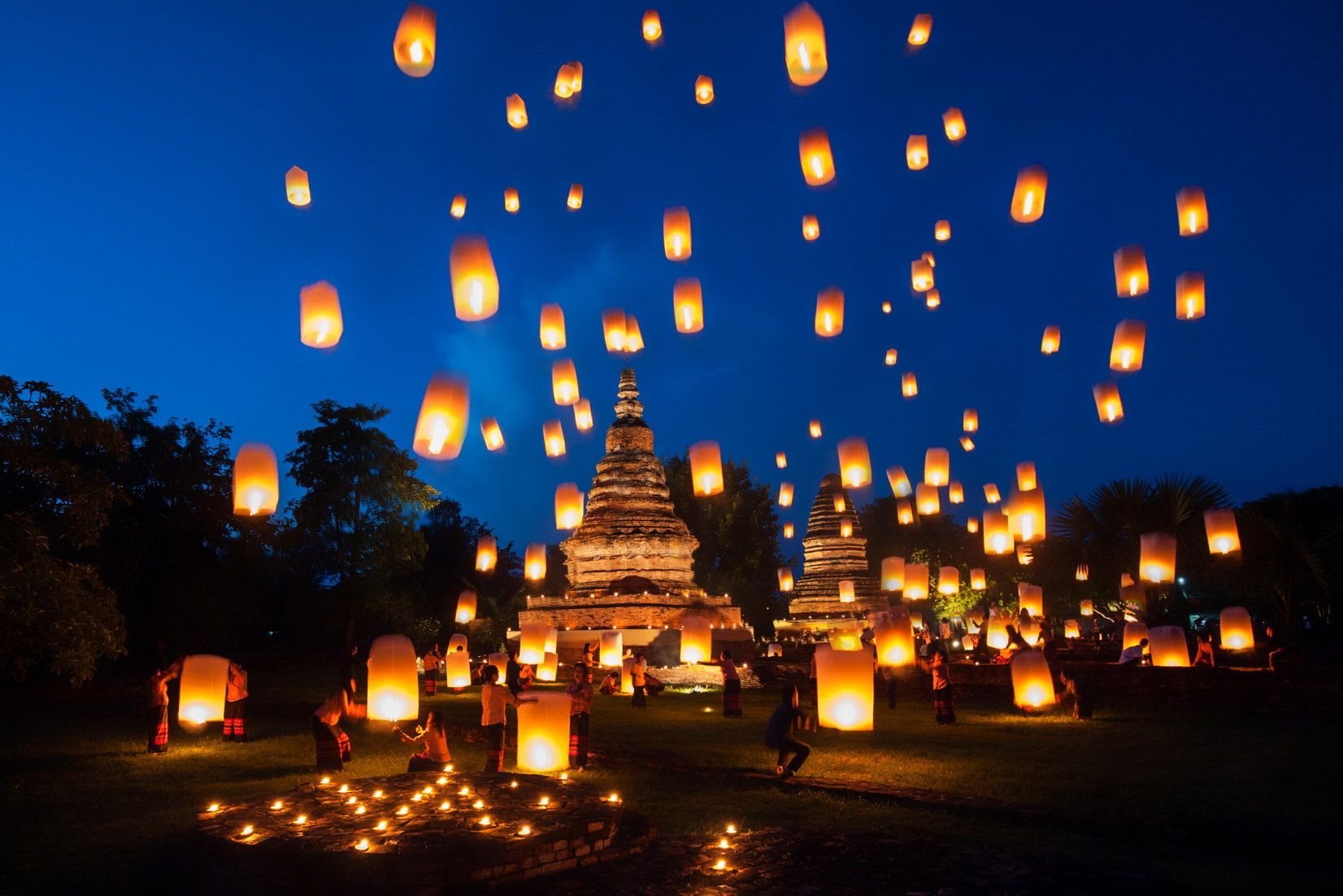
Loi Krathong

Lambik koopt een masker op de rommelmarkt en 's nachts begint het geluid te maken. De vrienden gaan naar professor Barabas en het blijkt dat het masker uit Thailand komt. Met behulp van de klankentapper, die nu ook vertalen kan, wordt het verstaanbaar. Het vraagt de vrienden om hulp in een kwestie rondom de troonsopvolging. De koning is ziek en wil de macht overdragen. De jongste zoon is geliefd in het land, maar hij is al lang op reis. Bovendien is zijn geliefde verdwenen. De oudste zoon, met bochel, wil de macht en is juist niet geliefd. De vrienden bieden hulp aan en reizen naar Bangkok met Thai Airways. Ze ontmoeten de achterkleinzoon van de beroemde danser die ooit eigenaar was van het masker. Ze krijgen zo een locatie te horen van de Tham Phraya Nakhom grot en Lambik schenkt het masker aan de man. Nadat Lambik een Thaise massage neemt, reizen de vrienden 152 jaar terug in de tijd met de teletijdarmbanden.
In het Himmapan bos blijken vreemde wezens te huizen, maar met wat moeite bereiken ze de magiër en komen later bij het paleis. De gebochelde prins doet er alles aan om de vrienden te dwarsbomen. Hij koopt bedienden om en lokt de vrienden de boksring in. Lambik wordt al snel verslagen, maar de prins had nooit verwacht dat Jerom de bokser zou kunnen verslaan. Wiske volgt de prins op een Aziatische zwarte huisbeer, maar ze wordt ontdekt. Inmiddels redden de andere vrienden een olifant van uitbuiting en ze volgen de beer naar het Himmapanbos. Daar trapt Lambik in een val en hij komt bij Wiske en prinses Minorah Kantaree terecht. Ze zijn ondergronds gevangen gehouden. Ook Suske wordt gevangen genomen en Jerom en de olifant worden met pijlen verdoofd. De verdoving heeft echter niet het gewenste effect: Jerom wordt al snel wakker en verslaat een draak. Dan verschijnt prins Siton. Samen met de prinses gaat hij weg, ze blijkt te kunnen vliegen.
De koning geeft de macht aan prins Siton en hij is boos op prins Bogdon, die zich als een schurk gedroeg. De prins belooft zijn leven te beteren en wordt door zijn vader vergeven. Dan verschijnt tante Sidonia en de vrienden vieren nog Loi Krathong. Na deze sprookjesachtige festiviteiten worden ze naar het heden teruggeflitst.

## Achtergronden
Het album zou oorspronkelijk op 29 maart 2020 worden gelanceerd, op de Fameuze Fanclubdag, waarbij zowel Eric de Rop als Paul Geerts aanwezig zouden zijn om het album te signeren. Dit ging echter niet door vanwege de maatregelen rondom de coronapandemie. Uiteindelijk is het album op 20 mei 2020 gelanceerd.
Aangezien Paul Geerts veel van Thailand houdt en daar ook regelmatig naartoe reist, is dit ook de voornaamste locatie in het album.